# Serie A 1930 (pallapugno)
La Serie A di pallapugno 1930 si svolse nel 1930 e terminò il 16 novembre: al torneo parteciparono otto società sportive piemontesi.

## Formula
Secondo i documenti reperibili le otto squadre vennero suddivise in due gironi, al termine dei quali i vincitori furono ammessi alla finale. Gli incontri si disputarono negli sferisteri di Cuneo, Asti, Alba e Torino, teatro della finale.

## Squadre partecipanti
Parteciparono al torneo otto società sportive provenienti dal Piemonte.
| Squadra             | Provenienza | Campionati di Serie A | Risultato 1929 |
| ------------------- | ----------- | --------------------- | -------------- |
| Alba                | Piemonte    | 3                     | -              |
| Asti                | Piemonte    | 6                     | -              |
| Costigliole Saluzzo | Piemonte    | Esordio               | -              |
| Dogliani            | Piemonte    | 3                     | -              |
| Monesiglio          | Piemonte    | Esordio               | -              |
| Neive               | Piemonte    | Esordio               | -              |
| Santo Stefano Belbo | Piemonte    | Esordio               | -              |
| Torino              | Piemonte    | 7                     | 3° in Serie A  |

## Formazioni
| Squadra             | Battitore      | Spalla             | Terzini                   |
| ------------------- | -------------- | ------------------ | ------------------------- |
| Alba                | Pelazza        | Trinchero          | Isnardi, Cane             |
| Asti                | Santero        | Gavello            | Depanis, ?                |
| Costigliole Saluzzo | Cavelli        | Silvestro Gyp      | Luigi Civallero, Isaia    |
| Dogliani            | Stefano Rabino | Raimondo           | Giuseppe Rabino, Galvagno |
| Monesiglio          | Paolo Rossi    | Francesco Delpiano | Colombano, Pera           |
| Neive               | Raffaele Ricca | Donetti            | Priasco, Gallarato        |
| Santo Stefano Belbo | Augusto Manzo  | Oreste Marengo     | Costa, Pistone            |
| Torino              | A. Cappello    | Riccardo Fuseri    | Aprile, M. Cappello       |

## Torneo

### Gironi di qualificazione
Per quanto riguarda il primo turno, sono stati reperiti i dati relativi alla composizione dei gironi e i risultati di soli quattro incontri.
Nel girone A, composto da Neive, Dogliani, Torino e Asti, fu la formazione di Neive a superare il turno. Nel girone B, composto da Santo Stefano Belbo, Alba, Costigliole Saluzzo e Monesiglio, fu la formazione di Santo Stefano Belbo a qualificarsi per la finale. Di seguito i risultati disponibili.

#### Risultati
| Santo Stefano Belbo - Monesiglio | 11 - 3  |
| Alba - Monesiglio                | 11 - 9  |
| Santo Stefano Belbo - Alba       | 11 - 10 |
| Neive - Dogliani                 | 11 - 8  |

### Finale
| 16 nov. (Torino) | Neive - Santo Stefano Belbo | 11 - 4 |

## Verdetti
- Neive Campione d'Italia 1930 (1º titolo)